# Lance Kramer
Lance Kramer (* 8. února 1966 Bismarck, Severní Dakota) je americký režisér animovaných seriálů Simpsonovi a Futurama. Jako režisér dalších sekvencí se podílel na Simpsonových ve filmu. Pracoval také jako asistent animátora ve filmu Tom a Jerry: Film a také pracoval jako kreslíř storyboardů pro seriál Garfield a přátelé.

## Režijní filmografie

### DílySimpsonových
11. řada
- Bart v sedle

12. řada
- Skinnerova zkouška sněhem

13. řada
- Zamilovaný Burns
- Stařec a hoře

14. řada
- Šáša míří do Washingtonu

16. řada
- Čínskej nášup

18. řada
- Akvamanželka
- Hoří!

19. řada
- Sirotek Milhouse
- Není kouře bez tance

20. řada
- Sexy koláčky a hlupák v nesnázích
- Jak vyzrát na test

21. řada
- SuperHomer
- Prcek a velryba

22. řada
- Zoufalé manželky Tlustého Tonyho

23. řada
- Jak jsem prospal vaši matku

25. řada
- Vševidoucí brýle

26. řada
- Šikanátor

28. řada
- Virtuální rodina
- Burnsova univerzita

29. řada
- Opuštěn

30. řada
- Šťastné a třicáté

### DílyFuturamy
7. řada
- Genům navzdory
- Skoro poslední přání
- Tydýt mimozemšťan

### Film
- Denny Goes Air-Surfing